# Aleksej Serebrjakov
Aleksej Valer'evič Serebjakov (in russo Алексей Валерьевич Серебряков?; Mosca, 3 luglio 1964) è un attore russo naturalizzato canadese, conosciuto per il ruolo di Dimitri Godman della serie televisiva McMafia e del protagonista Nikolaj in Leviathan.

## Filmografia

### Cinema
- Afghan breakdown (Afganskiy izlom), regia di Vladimir Bortko (1990)
- Un valzer casuale (Slouchainij Vals), regia di Svetlana Proskurina (1990)
- Cargo 200 (Gruz 200), regia di Aleksej Oktjabrinovič Balabanov (2007)
- Gloss (Glyanets), regia di Andrej Končalovskij (2007)
- Leviathan (Leviafan), regia di Andrej Petrovič Zvjagincev (2014)
- Kak Vit'ka Česnok vёz Lёchu Štyrja v dom invalidov, regia di Aleksandr Khant (2017)
- Van Gogi, regia di Sergej Livnev (2018)
- Io sono nessuno (Nobody), regia di Il'ja Najšuller (2021)
- Anora, regia di Sean Baker (2024)

### Televisione
- McMafia - miniserie TV, 7 episodi (2018)

## Doppiatori italiani
- Roberto Draghetti in Cargo 200
- Loris Loddi in Leviathan
- Antonio Palumbo in McMafia
- Stefano Alessandroni in Io sono nessuno